# Бані (Росія)
Бані́ (рос. Бани) — присілок в Кезькому районі Удмуртії, Росія.

## Населення
Населення — 42 особи (2010; 61 в 2002).
Національний склад станом на 2002 рік:
- удмурти — 72 %
- росіяни — 26 %

## Географія
Присілок розташоване на лівому березі нижньої течії річки Верхній Пизеп, за 4-5 км від її гирла. З усіх боків оточене лісовими масивами тайги. Через Бані проходить автодорога Балезіно-Чепца, що дає добрий зв'язок з іншими населеними пунктами республіки. Через річку збудовано 70-метровий залізобетонний міст.

## Господарство
Серед підприємств в селі діє Асоціація селянських фермерських господарств «Бані».

## Відомі люди
1930 року в селі народився російський поет Олег Поскребишев.